# Gharoli
Gharoli là một thị trấn thống kê (census town) của quận East thuộc bang Delhi, Ấn Độ.

## Nhân khẩu
Theo điều tra dân số năm 2001 của Ấn Độ, Gharoli có dân số 68.978 người. Phái nam chiếm 56% tổng số dân và phái nữ chiếm 44%. Gharoli có tỷ lệ 70% biết đọc biết viết, cao hơn tỷ lệ trung bình toàn quốc là 59,5%: tỷ lệ cho phái nam là 75%, và tỷ lệ cho phái nữ là 64%. Tại Gharoli, 17% dân số nhỏ hơn 6 tuổi.